# Хила (окръг)
Окръг Хила (на английски: Gila County) е окръг в щата Аризона, Съединени американски щати. Площта му е 12 422 km², а населението – 53 556 души (2016). Административен център е град Глоуб.

## Градове
- Стар Вали
- Уинкълмън